# Peter Hahn (Verbandsfunktionär)
Peter Hahn (* 1. Oktober 1947 in Heidelberg) ist ein deutscher Rechtsanwalt und Verbandsgeschäftsführer.

## Leben
Peter Hahn wuchs in der Eifel auf, wo er die Grundschule in Daun und anschließend das St.-Matthias-Gymnasium in Gerolstein sowie das Staatliche Aufbaugymnasium Daun besuchte. Nach dem Studium der Rechtswissenschaft an den Universitäten Heidelberg und Bonn legte er 1976 das 2. juristische Staatsexamen in Düsseldorf ab. Er besuchte zusätzlich die Hochschule für Verwaltungswissenschaften Speyer. Von 1975 bis 1976 war er als Wissenschaftlicher Mitarbeiter eines Bundestagsabgeordneten und Parlamentarischen Staatssekretärs tätig. 1976 erhielt er die Zulassung als Rechtsanwalt und ist seither als freiberuflicher Rechtsanwalt tätig.
Ab 1976 war er als Geschäftsführer bei verschiedenen Verbänden angestellt:
- Bundesverband der deutschen Erfrischungsgetränke-Industrie e.V. (heute Wirtschaftsvereinigung Alkoholfreie Getränke e. V.) (1976–1992)
- Bundesverband der Deutschen Ziegelindustrie e. V. (1993–1998)
- Deutscher Brauer-Bund e. V. (1999–2013)

Bis heute ist er Geschäftsführer des Handelsverbandes für Heil- und Mineralwasser e.V.
2013 warnte Peter Hahn als Hauptgeschäftsführer des Deutschen Brauer-Bundes vor den Folgen des Frackings zur Energiegewinnung für das deutsche Reinheitsgebot. Für die deutsche Brauwirtschaft schuf er den Slogan „Europa ist unser Bier“, um auf die Bedeutung der Europäischen Gemeinschaft aufmerksam zu machen.

## Engagement
Im Rahmen seiner beruflichen Tätigkeit war Peter Hahn auf europäischer Ebene wiederholt Vorsitzender von Ausschüssen und Mitglied von Executive Committees. Seit 2012 ist er Schatzmeister der Europäischen Bewegung Deutschland. Daneben ist er Mitglied des Beirates der Heinrich-Riemerschmid-Stiftung und Vorstandsmitglied der Deutschen Gesellschaft für Verbandsmanagement. Bis Ende 2016 war er Vorsitzender des Fördervereins der Forschungsstelle für Europäisches und Deutsches Lebens- und Futtermittelrecht der Universität Marburg. Im Dezember 2017 wurde er zum Präsidenten der Deutschen Gesellschaft für Verbandsmanagement e.V. gewählt.

## Auszeichnungen
Für seine berufs- und ehrenamtlichen Tätigkeiten erhielt Peter Hahn folgende Auszeichnungen:
- Bundesverdienstkreuz am Bande (2014)[7]
- Professor-Niklas-Medaille des Bundesministeriums für Ernährung und Landwirtschaft (2016)[8]
- Hopfenorden (französisch Ordre du Houblon) des Internationalen Hopfenbaubüros (2013)[9]
- Ehrenmitglied der Vereinigung zum Erhalt und Pflege des Reinheitsgebots für deutsches Bier (2013)[10]

## Veröffentlichungen
- P. Hahn, S. Görgen (Hrsg.): Praxishandbuch Lebensmittelrecht. Behr’s Verlag, Hamburg, 2007.
- P. Hahn: Lexikon Lebensmittelrecht (Loseblattsammlung), Behr’s Verlag, Hamburg, 2007, ISBN 978-3-86022-334-5
- P. Hahn, K. Pichert: Lebensmittelsicherheit – Haftung – Rückruf – Rückverfolgbarkeit, Behr’s Verlag, Hamburg, 2008, ISBN 978-3-89947-501-2
- P. Hahn: „Neues“ Verbraucherinformationsgesetz. Fragen & Antworten, Behr’s Verlag, Hamburg, 2013, ISBN 978-3-95468-005-4
- P. Hahn: Warnungen, Beschwerden, Erpressungen. Leitfaden für die Lebensmittelpraxis, Behr’s Verlag, Hamburg, 2016, ISBN 978-3-95468-380-2